# عصفور الأرز كستنائي البطن
عصفور الأرز كستنائي البطن (الاسم العلمي: Oryzoborus angolensis)، هو نوع من الطيور يتبع جنس عصفور الأرز ضمن فصيلة التناجر ضمن رتبة العصفوريات.